# Урануполі
Урануполі (грец. Ουρανούπολη — в перекладі Небесне місто) — місто в номі Халкідіки, в основі третього «пальця» Айон Орос, де знаходяться найбільші святині православного світу — монастирі Святого Афону.

## Історія
Сучасний Уранополі сформувався внаслідок репатріації греків з Малої Азії на місці, що належало з 13 ст. Афонському монастирю Ватопед. 
Свою назву місто отримало на честь античного міста Уранополі, 315 р. до н. е. Алексархом, братом царя Македонії Кассандра, на руїнах ще давнішого міста Сані, зруйнованого Філіпом ІІ. Це місто знаходилось недалеко від Тріпіті та не має жодного відношення до сучасного Уранополі.
Уранополіс, в перекладі, означає «місто неба», а його жителі - сини неба. Місто Алексарха являло собою ідею ідеальної держави, ідею рівності всіх людей, світового лінгвістичного єднання мов. Тут була створена перша історично відома спроба синкретизму мов.
Сьогодні Уранополі поруч із Салоніками є місцем видачі дозволів на відвідування Афонських монастирів. Від нього ж морем доставляють прочан зі всього світу до афонського порту Дафні.

## Визначні місця
Крім чудових пляжів, в місті можна оглянути низку археологічних та культурних пам'яток.
- Найголовнішою серед них є візантійська башта Просфорія, побудована 1344 р. на місці подвір'я монастиря Ватопед.
- До цього ж періоду (приблизно 13 ст.) належить Франкський замок — колишній монастир Зігу, розташований на кордоні Урануполі та монастирською державою Афон.

## Міста-побратими
- Орєхово-Зуєво, Росія